# Thomas Harriot
Thomas Harriot ( / ˈ h ær i ət / ; c. 1560 – 2 tháng 7 năm 1621), cũng được đánh vần là Harriott, Hariot hoặc Heriot, là một nhà thiên văn học, nhà toán học, nhà dân tộc học và dịch giả người Anh, người đã gán cho lý thuyết khúc xạ. Thomas Harriot cũng được công nhận vì những đóng góp của ông trong kỹ thuật điều hướng, hợp tác chặt chẽ với John White để tạo ra các bản đồ tiên tiến cho điều hướng. Trong khi Harriot làm việc rất nhiều trên nhiều bài báo về các chủ đề thiên văn học, toán học và điều hướng, ông vẫn còn ít người biết đến vì ông đã xuất bản rất ít về nó, cụ thể là The Briefe và True Report of the New Found Land of Virginia (1588). Cuốn sách này bao gồm các mô tả về các khu định cư của người Anh và các vấn đề tài chính ở Virginia vào thời điểm đó. Đôi khi ông được ghi nhận là người đã giới thiệu khoai tây đến Quần đảo Anh. Harriot là người đầu tiên vẽ Mặt trăng qua kính viễn vọng, vào ngày 5 tháng 8 năm 1609, khoảng bốn tháng trước Galileo Galilei.
Thomas Harriot quan sát Mặt trăng qua kính viễn vọng từ mái nhà của Syon House.
Sau khi tốt nghiệp trường St Mary Hall, Oxford, Harriot đến châu Mỹ, đồng hành cùng chuyến thám hiểm đảo Roanoke năm 1585 do Ngài Walter Raleigh tài trợ và do Ngài Ralph Lane dẫn đầu. Ông đã học ngôn ngữ Carolina Algonquian từ hai người Mỹ bản địa, Wanchese và Manteo, và có thể dịch nó, khiến ông trở thành một thành viên quan trọng của đoàn thám hiểm. Khi trở về Anh, ông làm việc cho Bá tước thứ 9 của Northumberland.

## Tiểu sử

### Cuộc sống sớm và giáo dục
Sinh năm 1560 tại Oxford, Anh, Thomas Harriot theo học tại St Mary Hall, Oxford.
Harriot bắt đầu học điều hướng ngay sau khi nhận bằng cử nhân từ Đại học Oxford. Nghiên cứu về hàng hải mà Harriot nghiên cứu tập trung vào ý tưởng về biển khơi và cách băng qua Tân Thế giới từ Đại Tây Dương. Ông đã sử dụng các công cụ như máy đo thiên thể và kính lục phân để hỗ trợ nghiên cứu về điều hướng của mình. Sau khi tự nghiên cứu bằng cách kết hợp những lý tưởng từ nghiên cứu thiên văn học và hàng hải của mình, Harriot đã dạy các thuyền trưởng khác kỹ thuật điều hướng của mình ở Raleigh. Những phát hiện của ông đã được ghi lại trong Articon nhưng sau đó không bao giờ được tìm thấy. 

### Roanoke
Trang tiêu đề của Bản báo cáo tóm tắt và chân thực về Vùng đất mới của Virginia
Màu nước của John White của Roanoke Indians
Sau khi tốt nghiệp Oxford năm 1580, Harriot lần đầu tiên được Ngài Walter Raleigh thuê làm gia sư toán; ông đã sử dụng kiến thức của mình về thiên văn học và chiêm tinh học để cung cấp kiến thức chuyên môn về điều hướng, giúp thiết kế các con tàu của Raleigh và làm kế toán cho ông. Trước chuyến thám hiểm của mình với Raleigh, Harriot đã viết một chuyên luận về hàng hải. Ông đã nỗ lực để giao tiếp với Manteo và Wanchese, hai người Mỹ bản địa đã được đưa đến Anh. Harriot đã nghĩ ra một bảng chữ cái phiên âm để phiên âm ngôn ngữ Carolina Algonquian của họ.
Harriot và Manteo đã ở bên nhau nhiều ngày; Harriot đã tra hỏi Manteo cặn kẽ về cuộc sống ở Tân Thế giới và biết được nhiều điều có lợi cho những người Anh định cư. Ngoài ra, ông còn ghi lại cảm giác sợ hãi của người Mỹ bản địa đối với công nghệ châu Âu:
"Nhiều thứ họ nhìn thấy cùng với chúng tôi...như dụng cụ toán học, la bàn biển...[và] đồng hồ lò xo dường như tự hoạt động - và nhiều thứ khác mà chúng tôi có - rất xa lạ đối với họ, và cho đến nay vượt quá khả năng của họ để hiểu lý do và ý nghĩa của cách chúng nên được tạo ra và thực hiện, rằng họ nghĩ rằng chúng là tác phẩm của các vị thần hơn là con người."
Ông chỉ thực hiện một chuyến thám hiểm, vào khoảng năm 1585–86, và dành một thời gian ở Tân Thế giới để thăm Đảo Roanoke ngoài khơi bờ biển Bắc Carolina, mở rộng kiến thức của mình bằng cách nâng cao hiểu biết của mình về ngôn ngữ Carolina Algonquian . Là người Anh duy nhất đã học Algonquin trước chuyến đi, Harriot đóng vai trò quan trọng đối với sự thành công của chuyến thám hiểm.
Lời kể của ông về chuyến đi, có tên là A Briefe and True Report of the New Found Land of Virginia, được xuất bản năm 1588 (có lẽ được viết trước đó một năm). Báo cáo Sự thật chứa tài khoản ban đầu về dân số người Mỹ bản địa mà đoàn thám hiểm gặp phải; nó tỏ ra rất có ảnh hưởng đối với các nhà thám hiểm và thực dân Anh sau này. Ông viết: "Theo đó, có thể hy vọng rằng, nếu sử dụng các phương tiện của chính phủ tốt, thì trong thời gian ngắn, họ có thể trở nên văn minh và chấp nhận tôn giáo chân chính." Đồng thời, quan điểm của ông về ngành công nghiệp và khả năng học hỏi của người Mỹ bản địa sau đó phần lớn bị bỏ qua để ủng hộ các phần của "Báo cáo thực" về khoáng sản và tài nguyên có thể khai thác. [ cần dẫn nguồn ]
Với tư cách là cố vấn khoa học trong chuyến hành trình, Harriot được Raleigh yêu cầu tìm ra cách hiệu quả nhất để xếp đạn đại bác trên boong tàu. Lý thuyết tiếp theo của ông về sự đóng gói chặt chẽ của các quả cầu cho thấy sự tương đồng đáng kinh ngạc với thuyết nguyên tử và lý thuyết nguyên tử hiện đại, mà sau đó ông bị buộc tội là tin tưởng. Thư từ của ông về quang học với Johannes Kepler, trong đó ông mô tả một số ý tưởng của mình, sau đó đã ảnh hưởng đến phỏng đoán của Kepler . [cần dẫn nguồn]

### Những năm sau đó
Harriot đã được làm việc trong nhiều năm bởi Henry Percy, Bá tước thứ 9 của Northumberland, người mà ông cư trú tại Nhà Syon, được điều hành bởi Thomas Percy, anh họ của Henry Percy. [cần dẫn nguồn]
Công tước được bao quanh bởi nhiều học giả và những người đàn ông uyên bác và cung cấp một hình thức bảo trợ ổn định hơn so với Raleigh, Năm 1595, Công tước xứ Northumberland đã giao tài sản ở Durham cho Harriot, đưa anh ta lên nấc thang xã hội thành 'quý tộc trên đất liền'. Không lâu sau các giao dịch ở Durham, Công tước đã cho Harriot sử dụng một trong những ngôi nhà trong khu đất ở Syon, để nghiên cứu về quang học và định luật khúc xạ sin. 
Các nhà tài trợ của Harriot bắt đầu không được ủng hộ: Raleigh là người đầu tiên, và người bảo trợ khác của Harriot là Henry Percy, Bá tước Northumberland, bị bỏ tù vào năm 1605 vì liên quan đến Âm mưu thuốc súng vì ông ta có quan hệ mật thiết với một trong những kẻ chủ mưu, Thomas Percy. Bản thân Harriot đã bị thẩm vấn và bị bỏ tù một thời gian ngắn nhưng sau đó được trả tự do. Walter Warner, Robert Hues, William Lower, và các nhà khoa học khác đã có mặt quanh dinh thự của Bá tước Northumberland khi họ làm việc cho ông và hỗ trợ việc dạy dỗ con cái của gia đình. 
Trong khi điều này đang xảy ra, Harriot tiếp tục công việc của mình chủ yếu liên quan đến thiên văn học, và vào năm 1607, Harriot đã sử dụng các ghi chú của mình từ các quan sát về Sao chổi Halley để xây dựng hiểu biết của mình về quỹ đạo của nó. Ngay sau đó, vào năm 1609 và 1610, Harriot chuyển sự chú ý của mình sang các khía cạnh vật lý của Mặt trăng và những quan sát của ông về lần đầu tiên nhìn thấy các vết đen trên Mặt trời.
Vào đầu năm 1609, ông mua một chiếc "Dutch trunke" (kính viễn vọng), được phát minh vào năm 1608, và những quan sát của ông là một trong những ứng dụng đầu tiên của kính thiên văn cho thiên văn học. Harriot hiện được ghi nhận là nhà thiên văn học đầu tiên vẽ một vật thể thiên văn sau khi quan sát nó qua kính viễn vọng: ông đã vẽ bản đồ Mặt trăng vào ngày 5 tháng 8 năm 1609 [OS 26 tháng 7 năm 1609], trước Galileo vài tháng. Đến năm 1613, Harriot đã tạo ra hai bản đồ về toàn bộ Mặt trăng, với nhiều đặc điểm có thể nhận dạng chẳng hạn như các miệng núi lửa trên Mặt trăng được mô tả ở vị trí tương đối chính xác của chúng mà đã không được cải thiện trong vài thập kỷ. Ông cũng quan sát vết đen mặt trời vào tháng 12 năm 1610. 

### Cái chết
Từ năm 1614, Harriot đã tham khảo ý kiến của Theodore de Mayerne, một trong số các bác sĩ của James I, về căn bệnh ung thư rõ ràng ở lỗ mũi bên trái đang dần ăn mòn vách ngăn và dường như có liên quan đến vết loét ung thư trên môi của ông. Điều này tiếp tục cho đến năm 1621, khi ông sống với một người bạn tên là Thomas Buckner trên Phố Threadneedle. Tại đó, ông qua đời, dường như vì bệnh ung thư da. Người ta nghi ngờ rằng căn bệnh ung thư của Harriot là do tiêu thụ thuốc lá quá nhiều. 
Ông qua đời vào ngày 2 tháng 7 năm 1621, ba ngày sau khi viết di chúc (do Henry Stevens phát hiện ). Những người thi hành công việc của ông đã xuất bản cuốn sách Artis Analyticae Praxis về đại số vào năm 1631; Nathaniel Torporley là người dự định thực hiện những mong muốn của Harriot, nhưng Walter Warner cuối cùng đã thành hình cuốn sách. Nó có thể là một bản tóm tắt một số tác phẩm của ông nhưng không đại diện cho tất cả những gì ông để lại chưa được xuất bản (hơn 400 tờ viết chú thích). Nó không được định hướng theo cách tuân theo các bản thảo và nó không thể hiện đầy đủ ý nghĩa của các bài viết của Harriot.
Thomas Harriot được chôn cất tại nhà thờ St Christopher le Stocks ở Phố Threadneedle, gần nơi ông qua đời. Nhà thờ sau đó đã bị hư hại trong trận Đại hỏa hoạn ở Luân Đôn và bị phá hủy vào năm 1781 để cho phép mở rộng Ngân hàng Anh.

## Di sản
Harriott cũng nghiên cứu về quang học và khúc xạ, và dường như đã khám phá ra định luật Snell trước Snellius 20 năm; giống như rất nhiều tác phẩm của anh ấy, điều này vẫn chưa được xuất bản. Tại Virginia, ông đã học ngôn ngữ Algonquian địa phương, ngôn ngữ này có thể có một số ảnh hưởng đến tư duy toán học của ông. [cần dẫn nguồn] Ông thành lập "trường tiếng Anh" của đại số. Khoảng năm 1600, ông đưa ra một biểu tượng đại số gần với ký hiệu hiện đại; do đó, việc tính toán với ẩn số trở nên dễ dàng như với các con số. Ông cũng được ghi nhận là người đã khám phá ra định lý Girard, mặc dù công thức mang tên Girard vì ông là người đầu tiên công bố nó. 
Lord Egremont công bố Tấm biển tưởng niệm Thomas Harriot tại Syon House, Tây London (tháng 7 năm 2009)
Cuốn sách đại số của ông Artis Analyticae Praxis (1631) được xuất bản sau khi ông qua đời bằng tiếng Latinh. Thật không may, những người biên tập đã không hiểu nhiều lý luận của ông và đã loại bỏ những phần họ không hiểu như nghiệm âm và nghiệm phức của phương trình. Do sự phân tán các bài viết của Harriot, bản dịch tiếng Anh có chú thích đầy đủ của Praxis đến năm 2007 mới được hoàn thành. Janet Beery và Jackie Stedall năm 2009. 
Cuốn tiểu sử đầu tiên về Harriot được Henry Stevens ở Vermont viết năm 1876 nhưng mãi đến năm 1900 mười bốn năm sau khi ông qua đời mới được xuất bản. Việc xuất bản chỉ giới hạn ở 167 bản nên tác phẩm không được nhiều người biết đến cho đến năm 1972 khi một ấn bản tái bản xuất hiện. Nhà thơ, tiểu thuyết gia và nhà viết tiểu sử nổi tiếng người Mỹ Muriel Rukeyser đã viết một cuộc điều tra văn học mở rộng về cuộc đời và ý nghĩa của Hariot (cách viết ưa thích của bà), The Traces of Thomas Hariot (1970, 1971). Sự quan tâm đến Harriot tiếp tục hồi sinh với việc triệu tập một hội nghị chuyên đề tại Đại học Delaware vào tháng 4 năm 1971 với các kỷ yếu do Nhà xuất bản Đại học Oxford xuất bản năm 1974. John W. Shirley biên tập viên (1908-1988) tiếp tục xuất bản A Sourcebook for the Study of Thomas Harriot và tiểu sử Harriot của ông (1983). Các bài báo của John Shirley được lưu giữ trong Bộ sưu tập Đặc biệt tại Đại học Delaware. 
Những thành tựu của Harriot vẫn còn tương đối mù mờ vì ông không công bố bất kỳ kết quả nào của mình và cũng vì nhiều bản thảo của ông đã bị thất lạc; những thứ còn tồn tại ở Bảo tàng Anh và trong kho lưu trữ của gia đình Percy tại Petworth House (Sussex) và Lâu đài Alnwick (Northumberland). Anh ta thường xuyên bị buộc tội là một người vô thần, và có ý kiến cho rằng anh ta cố tình không xuất bản vì sợ làm gia tăng các cuộc tấn công như vậy; như nhà sử học văn học Stephen Greenblatt viết "... anh ấy thích cuộc sống hơn danh tiếng. Và ai có thể trách anh ấy?" 
Tấm bảng Thomas Harriot trong khuôn viên của Nhà Syon (W. London).
Một sự kiện đã được tổ chức tại Syon House, Tây London, để kỷ niệm 400 năm ngày Harriot lần đầu tiên quan sát Mặt trăng vào ngày 26 tháng 7 năm 2009. Sự kiện này, Telescope400, gồm việc ra mắt tấm bảng kỷ niệm Harriot của Lord Egremont. Du khách đến thăm Nhà Syon, địa điểm quan sát lịch sử của Harriot, có thể nhìn thấy tấm bảng này. Bản vẽ của ông được thực hiện 400 năm trước đó được cho là dựa trên những quan sát đầu tiên về Mặt trăng qua kính viễn vọng. Sự kiện này (do Hiệp hội Thiên văn Hoàng gia tài trợ) được tổ chức như một phần của Năm Thiên văn học Quốc tế (IYA).
Các tài liệu ban đầu cho thấy bản đồ Mặt trăng của Harriot vào năm 1611, các quan sát về các vệ tinh của Sao Mộc, và những quan sát đầu tiên về các vết đen Mặt Trời được trưng bày tại Bảo tàng Khoa học, London, từ ngày 23 tháng 7 năm 2009 cho đến khi kết thúc IYA. 
Đài quan sát trong khuôn viên trường Cao đẳng William & Mary được đặt tên để vinh danh Harriot. Một miệng núi lửa trên Mặt trăng được đặt theo tên ông vào năm 1970; nó ở phía xa của Mặt trăng và do đó không thể quan sát được từ Trái đất. [cần dẫn nguồn]
Vào tháng 7 năm 2014, Liên minh Thiên văn Quốc tế đã khởi động NameExoWorlds, một quy trình đặt tên thích hợp cho một số ngoại hành tinh và các ngôi sao chủ của chúng. Quá trình này bao gồm đề cử công khai và bỏ phiếu cho những cái tên mới. Vào tháng 12 năm 2015, IAU đã công bố cái tên chiến thắng là Harriot cho hành tinh này. (55 Cancri trong chòm sao Cancer). Tên chiến thắng đã được gửi bởi Hiệp hội Khí tượng và Thiên văn học Hoàng gia Hà Lan của Hà Lan. Nó tôn vinh nhà thiên văn học. [cần dẫn nguồn]
Trường Cao đẳng Nghệ thuật và Khoa học Thomas Harriot tại Đại học East Carolina ở Greenville, được đặt tên để ghi nhận những đóng góp khoa học của Harriot này cho Thế giới Mới, chẳng hạn như tác phẩm Tóm tắt và Báo cáo Chân thực về Vùng đất Mới được Tìm thấy của Virginia . 

## Trong tiểu thuyết
Một truyện ngắn lịch sử thay thế, "Harriott Publishes", mô tả hậu quả của việc Harriott công bố những quan sát của mình trước Galileo. Nó xuất hiện trong tuyển tập những câu chuyện tương tự, Altered Times, trang 13–15.

## Kính viễn vọng và lập bản đồ Mặt trăng
Hình minh họa Mặt trăng của Harriot từ năm 1609.
Bản vẽ ngày 5 tháng 8 [OS 26 tháng 7] năm 1609 của Harriot về các quan sát của ông về Mặt trăng đã được ghi nhận là quan sát bằng kính thiên văn đầu tiên được ghi lại từng được thực hiện, trước quan sát ngày 30 tháng 11 năm 1609 của Galileo Galilei gần bốn tháng. Các bản vẽ của Galileo, là những quan sát đầu tiên như vậy được công bố, chứa nhiều chi tiết hơn như xác định các đặc điểm chưa biết trước đây bao gồm núi và miệng núi lửa. Harriot đã vẽ không chính xác khoảng cách mà Mặt trăng lưỡi liềm sẽ được chiếu sáng xung quanh chi của nó, vẽ không chính xác vị trí của các miệng hố và không vẽ các chi tiết phù điêu mà người ta sẽ thấy dọc theo vạch sáng/tối của Mặt trăng . Các nhà phê bình, chẳng hạn như Terrie Bloom, đã cáo buộc Harriot đạo văn các mô tả trực tiếp từ các tác phẩm của Galileo và lập luận rằng mô tả Mặt trăng của Harriot là một mô tả không đầy đủ cần phải được cải thiện. Tuy nhiên, cả hai mô tả cũng được coi là có giá trị do các nhà khoa học tập trung vào các quan sát cụ thể khác nhau. Galileo mô tả sự sắp xếp theo cách địa hình trong khi Harriot sử dụng các khái niệm bản đồ để minh họa quan điểm của ông về Mặt trăng. Harriot đã sử dụng kính viễn vọng 6X của Hà Lan để quan sát Mặt trăng. Các bản ghi và mô tả của Harriot rất đơn giản với các chi tiết tối thiểu khiến các nhà khoa học sau này khó phân tích các bản phác thảo của ông. Các quan sát thiên văn của Galileo về Mặt trăng đã được xuất bản trong cuốn sách Sidereus Nuncius của ông vào năm 1610 và các quan sát của Harriot được xuất bản vào năm 1784 với một số không được đưa ra ánh sáng cho đến năm 1965. Việc Harriot không xuất bản được cho là có liên quan đến các vấn đề với Bá tước thứ chín của Northumberland và Âm mưu thuốc súng. Harriot cũng được biết là đã đọc và ngưỡng mộ tác phẩm của Galileo trong Sidereus Nuncius. Harriot tiếp tục quan sát Mặt Trăng cho đến năm 1612. 

## Vết đen mặt trời
Thomas Harriot được công nhận là người đầu tiên quan sát vết đen Mặt trời vào năm 1610 bằng cách sử dụng kính viễn vọng. Harriot quan sát vết đen mặt trời bằng cách sử dụng kính viễn vọng một cách trực tiếp và nguy hiểm. Mặc dù Harriot quan sát Mặt trời trực tiếp qua kính viễn vọng của mình, nhưng không có vết thương nào được ghi nhận đối với mắt của ông. Mô tả của Harriot về các vết đen Mặt trời được ghi lại trong 199 bản vẽ cung cấp chi tiết về sự quay của Mặt trời và gia tốc của nó. Giống như nhiều ghi chú khác của Harriot, mô tả về các vết đen mặt trời không được công bố. Tương tự như lần quan sát Mặt trăng ban đầu, Galileo cũng được biết là đã đóng góp những quan sát về vết đen Mặt trời và công bố những phát hiện của ông vào năm 1613. Chi tiết cụ thể về cách thức thiết lập kính viễn vọng của Harriot vẫn chưa được biết rõ. Tuy nhiên, người ta biết rằng Harriot đã sử dụng các kính viễn vọng có độ phóng đại khác nhau với công suất 10X và 20X được sử dụng thường xuyên nhất. Harriot chọn quan sát các vết đen sau khi mặt trời mọc vì nó khiến phương thẳng đứng dễ phân tích hơn. Theo ghi chép của Harriot đã có tổng cộng 690 quan sát vết đen được ghi lại. Phát hiện của Harriot đã thách thức ý tưởng về bầu trời không thay đổi bằng cách giải thích chuyển động quay quanh trục của Mặt trời và cung cấp thêm bằng chứng cho giả thuyết này.

## Hợp chất
Khoảng năm 1620, các bài báo chưa được xuất bản của Harriot bao gồm cơ sở ban đầu của lãi kép liên tục. Harriot sử dụng các khái niệm toán học hiện đại để giải thích quá trình đằng sau lãi kép liên tục. Khái niệm lãi kép xuất hiện khi số lần cộng lãi trong năm càng nhiều với giả định rằng lãi suất không đổi thì tiền lãi cuối cùng sẽ lớn hơn. Dựa trên quan sát này, Harriot đã tạo ra các phương trình toán học bao gồm logarit và các phép tính chuỗi để minh họa cho các khái niệm của mình.